# Družina Masalija
Družina Masalija je družina asteroidov , ki se nahajajo v notranjem delu glavnega asteroidnega pasu. Asteroidi te družine spadajo v  skupino asteroidov tipa S (asteroidi, ki vsebujejo silicij, po sestavi so podobni kamnitim meteoritom). Okoli 0,8 % vseh asteroidov glavnega asteroidnega pasu pripada tej družini.

## Značilnosti
Največji asteroid te družine je 20 Masalija, ki je dal družini tudi ime. 
Družina Masalija je tipična družina, ki je nastala s trkom. Vsebuje velik asteroid Masalijo in večje število manjših teles, ki so bila on trku izvržena iz površine prvotnega telesa Masalije. Masalija ima premer okoli 150 km, drugo največje telo (7760) 1990 RW3 pa ima premer komaj 7 km. Mase ostalih teles predstavljajo manj kot 1 % vse mase družine.
Družina je relativno mlada, saj je nastala s trkom pred 150 do 200 milijoni let. Razporeditev posameznih asteroidov kaže na dve skupini, nekje na sredini med njima je največji asteroid Masalija. Iz razpršenosti posameznih skupin se lahko določi starost cele družine. Velike polosi se počasi spreminajjo zaradi pojava Jarkovskega in JORP .
Močna orbitalna resonanca 1 : 2 z Marsom deli družino na dva dela pri 2,42 a.e. V tem področju tudi ni veliko asteroidov, ker jih je resonance izvrgla na tirnice z višjimi nakloni.
Medsebojni trki članov družine se verjetno tudi vzrok za nastanek znanega α prašnega pasu .
Asteroidi v tej družini imajo naslednje lastne elemente tirnice
- velika polos (ap) je med 2,54 in 2,72 a.e.
- izsrednost (ep) je med 0,121 in 0,180
- naklon tirnice (ip) je med 11,6 in 14,8°

Elementi oskulacijske tirnice pa so:
- velika polos (a) je med 2,53 in 2,72 a.e.
- izsrednost (e) je med 0,078 in 0,218
- naklon tirnice (i) je med 11,1 in 15,8°

Analiza, ki jo je opravil Italijan Vincenzo Zappalà v letu 1995, je pokazala, da družina vsebuje 42 teles v osrednjem delu. Poznejše raziskave (leto 2005 ) so pokazale, da je v označenem pravokotniku na sliki zgoraj 761 asteroidov. To je okoli 0,8% vseh asteroidov iz glavnega asteroidnega pasu.

## Vsiljivci
Družina vsebuje tudi nekaj asteroidov, ki nimajo istega izvora. Nastali so v okviru druge družine in so pozneje prešli na območje druge družine. Njihov spekter pogosto kaže na starševsko telo, ki pa lahko ima strukturo drugačno kot ostali člani družine. V družini Masalija je značilen takšen asteroid 2946 Mučačos, ki pa je večji kot večina pravih članov družine razen Masalije.